# Bierdzany
Bierdzany (dodatkowa nazwa w j. niem. Bierdzan) – wieś w Polsce, położona w województwie opolskim, w powiecie opolskim, w gminie Turawa, przy drodze krajowej nr 45 z Wielunia do Opola.
W latach 1975–1998 wieś położona była w ówczesnym woj. opolskim.

## Nazwa
W okresie hitlerowskiego reżimu w latach 1936–1945 miejscowość nosiła nazwę Burkardsdorf. Obecna nazwa została administracyjnie zatwierdzona 12 listopada 1946.
| SIMC    | Nazwa               | Rodzaj     |
| ------- | ------------------- | ---------- |
| 0504120 | Bierdzańska Kolonia | część wsi  |
| 0504137 | Chocimierz          | część wsi  |
| 0998984 | Pociecha            | przysiółek |

## Historia
21 stycznia 1945 r. Bierdzany były miejscem zaciętego boju żołnierzy Wehrmachtu z nacierającymi pododdziałami sowieckiej 14 Dywizji Piechoty Gwardii. Od godziny 13:00 do 17:00 żołnierze wymieszanych jednostek niemieckich bronili się w zlokalizowanym tu systemie bunkrów.

## Zabytki
Do wojewódzkiego rejestru zabytków wpisane są:
- kościół par. pod wezwaniem św. Jadwigi, drewniany, 1711 roku. Wewnątrz kościoła zachowała się cenna oryginalna polichromia, odkryta przez bytomskiego plastyka, snycerza i witrażystę Pawła Sznelę przypadkowo podczas przygotowań do remontu świątyni. Opowiada o nim film Antoniego Halora „Małe i niespodziewane odkrycie Śmierci”, zrealizowany przez Telewizję Katowice w ramach cyklu „Magiczny świat Górnego Śląska”
- dawny zajazd, ul. Opolska 15, murowano-drewniany, z poł. XIX w., nie istnieje.